# Toce
De Toce is een rivier in de Italiaanse regio Piëmont.
De rivier ontspringt boven in het Valle Formazza. Op de vlakte van Riale komen de bergbeken Morasco, Gries en Roni bij elkaar. Enkele kilometers na zijn ontstaan vormt de Toce een 130 meter hoge waterval genaamd La Frua. Hierna stroomt de rivier verder omlaag langs de Duitstalige dorpen van Formazza en het Valle Antigorio.
Bij Crevoladossola bereikt de Toce de brede Val d'Ossola. In dit dal wordt de rivier bijgevoerd door zijrivieren, zoals de Ovesca uit het Valle Antrona en de Anza die ontspringt op de oostelijke helling van de Monte Rosa. Na 80 kilometer stroomt de Toce uit in het Lago Maggiore. Hier heeft de rivier door zandafzetting de grote laagvlakte Fondo Toce gevormd. Die vlakte heeft in 1990 de status van regionaal natuurreservaat gekregen.

## Plaatsen langs de Toce
- Formazza
- Domodossola
- Gravellona Toce

- Gemeinsame Normdatei: 4685557-9
- Virtual International Authority File: 241877287
- WorldCat: E39PBJg4k3qRPxMqXmF49KmGHC